# La Côte (Haute-Saône)
La Côte ist eine französische Gemeinde im Département Haute-Saône in der Region Bourgogne-Franche-Comté.

## Geographie
La Côte liegt auf einer Höhe von 315 Metern über dem Meeresspiegel, 6 Kilometer östlich von Lure und etwa 22 Kilometer westlich der Stadt Belfort (Luftlinie). Das Dorf erstreckt sich im östlichen Teil des Departements, im östlichen Teil der Ebene von Lure, in der Niederung beidseits des Rahin, am Südwestrand der Vogesen.
Die Fläche des 6,93 Quadratkilometer großen Gemeindegebiets umfasst einen Abschnitt der Ebene von Lure. Von Nordosten nach Südwesten wird das Gebiet vom Rahin durchquert, der durch eine Alluvialebene fließt und für die Entwässerung zum Ognon sorgt. Die Talebene liegt durchschnittlich auf 315 Meter und weist eine Breite von rund einem Kilometer auf. Außerhalb des Siedlungsgebietes wird die Niederung landwirtschaftlich genutzt. Kurze Seitenbäche des Rahin wurden zum Zweck der Fischzucht aufgestaut. 
Flankiert wird die Niederung des Rahin auf der Nordseite vom Waldgebiet Le Fays (bis 357 Meter), dessen Untergrund aus pleistozänen Kiesablagerungen besteht. Nach Südosten erstreckt sich das Gemeindeareal in die Waldung La Noye Jeannin. Auf einer bewaldeten Anhöhe ganz im Osten wird mit 362 Meter die höchste Erhebung von La Côte erreicht. Hier tritt Buntsandstein der unteren Trias zutage.
Nachbargemeinden von La Côte sind La Neuvelle-lès-Lure und Malbouhans im Norden, Ronchamp und Magny-Danigon im Osten, Palante im Süden sowie Roye im Westen.

## Geschichte
Erstmals urkundlich erwähnt wird La Côte im Jahr 1187 unter dem Namen Costa, 1273 als La Coste. Im Mittelalter gehörte das Dorf zur Freigrafschaft Burgund und darin zum Gebiet des Bailliage d’Amont. La Côte war Teil des Gebietes der Faucogney. Es bildete eine eigene Herrschaft, die zunächst den Baronen von Ronchamp, später den Herren von Grammont gehörte. Im Jahr 1341 wurde der Ort von Truppen im Dienste des Herzogs von Burgund niedergebrannt. Zusammen mit der Franche-Comté gelangte La Côte mit dem Frieden von Nimwegen 1678 definitiv an Frankreich. Mit der Eröffnung der Bahnlinie von Belfort via Lure nach Vesoul wurde der Ort Mitte des 19. Jahrhunderts an das französische Eisenbahnnetz angebunden. Heute ist La Côte Mitglied des 22 Ortschaften umfassenden Gemeindeverbandes Pays de Lure.

## Sehenswürdigkeiten
Die einschiffige Kirche Saint-Hippolyte wurde im 19. Jahrhundert im Stil der Neugotik erbaut und besitzt einen monumentalen Hauptaltar. Ebenfalls aus dem 19. Jahrhundert stammt die Steinbrücke, die den Rahin überspannt.

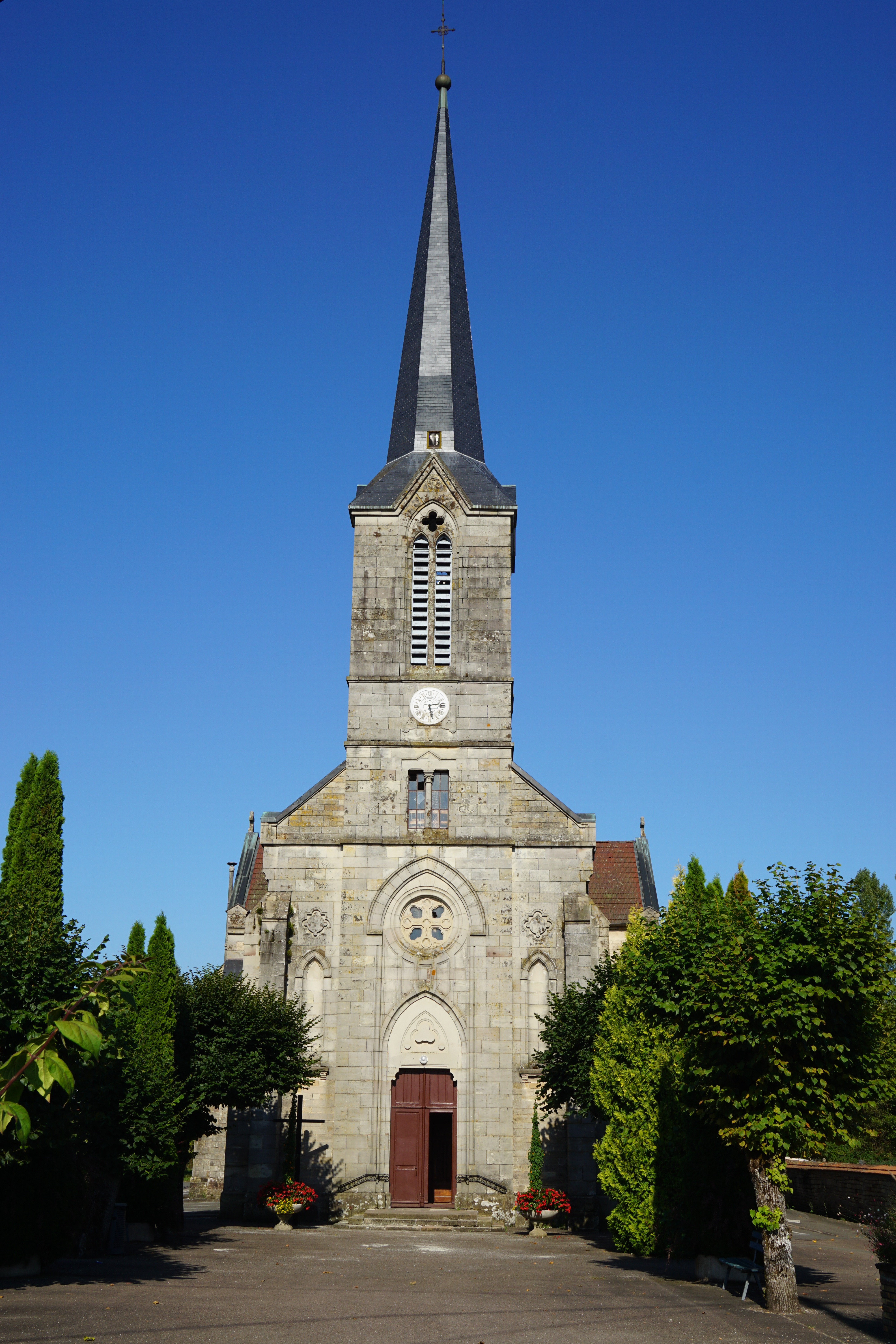
Kirche Saint-Hippolyte
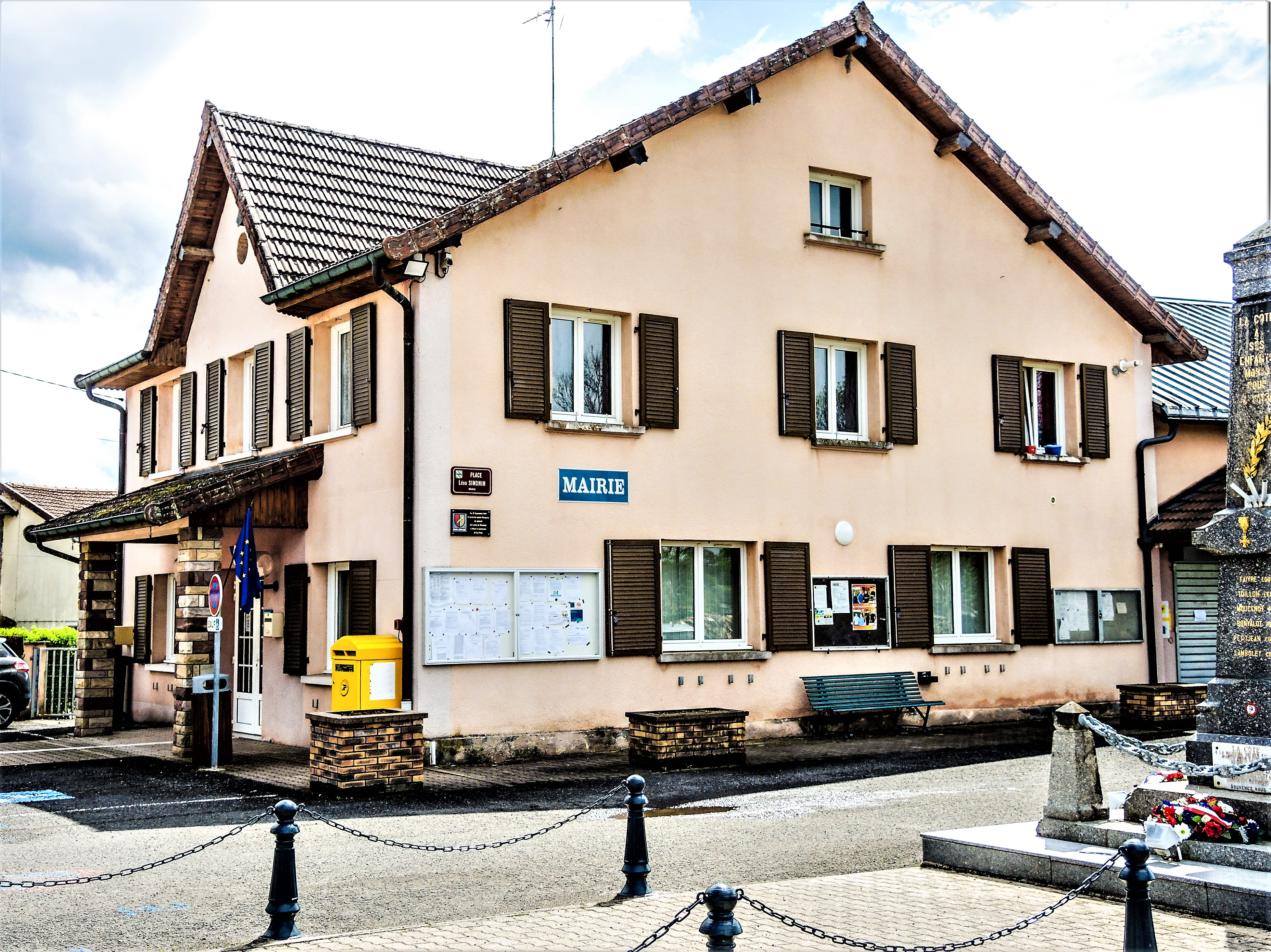
Mairie La Côte

## Bevölkerung
| Jahr                       | 1962 | 1968 | 1975 | 1982 | 1990 | 1999 | 2006 | 2018 |
| Einwohner                  | 547  | 509  | 517  | 517  | 468  | 476  | 502  | 521  |
| Quellen: Cassini und INSEE |      |      |      |      |      |      |      |      |

Mit 526 Einwohnern (1. Januar 2022) gehört La Côte zu den mittelgroßen Gemeinden des Départements Haute-Saône. Während des gesamten 20. Jahrhunderts pendelte die Einwohnerzahl stets im Bereich zwischen 440 und 550 Personen.

## Wirtschaft und Infrastruktur
La Côte war schon früh ein vorwiegend durch Gewerbe und Industrie geprägtes Dorf. Heute gibt es verschiedene Betriebe des Klein- und Mittelgewerbes. Zu den wichtigsten Arbeitgebern zählen Knauf Fibre (Gipsplattenfabrik, aus einem ehemaligen Gipswerk hervorgegangen), die seit 1995 ansässige Tissage de la Côte (moderne Textilfabrik) und Valmétal (Metallverarbeitung). Daneben gibt es weitere Betriebe in der Holz- und Kunststoffverarbeitung sowie Geschäfte für den täglichen Bedarf. Auch die Forstwirtschaft spielt noch eine wichtige Rolle.
Die Ortschaft ist verkehrstechnisch gut erschlossen. Sie liegt an der Hauptstraße N19, die von Lure nach Belfort führt. Weitere Straßenverbindungen bestehen mit Malbouhans, Magny-Danigon und Palante. Das Gemeindegebiet wird von der Eisenbahnlinie Belfort – Vesoul durchquert; der nächste Bahnhof befindet sich in Lure.